# Zahrib, Cerknica
Zahrib je naselje v Občini Cerknica.